# Os Filhos da Madrugada cantam José Afonso
Os Filhos da Madrugada cantam José Afonso (deutsch: Die Kinder der Morgendämmerung singen José Anfonso) ist ein Kompilationsalbum aus Portugal. Das Doppelalbum erschien 1994 und ist ein Tributealbum für den portugiesischen Sänger José Afonso (1929–1987), genannt Zeca. Die CD trägt das Logo der Kulturhauptstadt Europas 1994 (Lissabon).

## Hintergrund
Der Albumtitel, meist zu Os Filhos da Madrugada verkürzt, ist der Anfangszeile des Liedes Canto Moço von José Afonso entlehnt.
Auf dem Album interpretieren erfolgreiche oder damals aufstrebende Gruppen unterschiedlicher Musikrichtungen die wichtigsten Lieder José Afonsos im jeweils eigenen Stil neu. Es finden sich hier 21 Lieder, sämtlich Coverversionen des Sängers. Zuletzt ist eine gemeinsame Aufnahme des bedeutendsten Liedes von José Afonso zu hören, Grândola, Vila Morena. Das Stück wurde A-cappella, mit den sehr unterschiedlichen Stimmen der vertretenen Künstler im Chorgesangs-Stil des Cante alentejano eingesungen, mit zusätzlicher Unterstützung des Kinderchors Coro Infantil de Santo Amaro de Oeiras. Das historisch bedeutende, so kämpferisch wie emotional aufrüttelnd komponierte Stück soll so am Ende des Albums den übergeordneten Geist der Veröffentlichung untermauern und an den Anlass des Projektes anknüpfen.
Das Werk wurde veröffentlicht im Gedenken an den 20. Jahrestag der Nelkenrevolution, mit der am 25. April 1974 die Estado-Novo-Diktatur durch einen linksgerichteten Militärputsch beendet und die Demokratie in Portugal wieder hergestellt wurde. José Afonso gilt als der Sänger dieser Revolution, vor allem dank seines Liedes Grândola, Vila Morena, das eine entscheidende Rolle bei dem Umsturz spielte und bis heute für viele Portugiesen so etwas wie eine zweite Nationalhymne darstellt, wegen seiner historischen Rolle und wegen seines Textes. Der Sänger wird darüber hinaus auch wegen einer Reihe weiterer Lieder, wegen seiner Haltung, und wegen seines Engagements im Widerstand gegen die Diktatur bis heute verehrt, was sich in häufigen Tribute-Projekten für José Afonso wie diesem hier zeigt.
Das Album erschien in den Formaten Doppel-LP, Doppel-CD und Doppel-MC bei RCA/BMG Ariola Lda., der portugiesischen Tochter der damaligen BMG Ariola München GmbH.

## Vertretene Gruppen
CD 1
- Madredeus stellten ab Gründung 1986 ein innovatives Pop-Phänomen in Portugal dar und wurden zur international erfolgreichsten portugiesischen Musikgruppe.
- GNR, anfänglich als alternative Band begonnen, war die Gruppe aus Porto seit Anfang der 1990er Jahre zu einer der erfolgreichsten portugiesischen Pop-Bands aufgestiegen.
- Sitiados galten Ende der 1980er Jahre als Lieblinge der Lissabonner Indieszene, als sie 1992 überraschend landesweit erfolgreich wurden.
- Vozes da Rádio: die A-cappella-Pop-Band aus Porto bekam hier ihre erste Veröffentlichung und wurde mit ihren folgenden Alben und Auftritten, auch im Fernsehen, bekannter.
- Os Tubarões, eine damals in Portugal ansässige und erfolgreiche kapverdische Gruppe, wählte hier eine von der kapverdischen Coladeira inspirierte Interpretation.
- Peste & Sida galt zu der Zeit als bekannteste Punkband im Land, konnten hier aber ihre raue und schnelle Spielweise nur in Ansätzen auch im Studio auf Tonband bannen.
- Ritual Tejo war eine damals bekannte, aber eher kurzlebige Popband, die hier das Lied interpretierte, das den Albumtitel lieferte.
- Delfins als professionelle Popband aus dem Kreis Cascais gehörten damals zu den etabliertesten Gruppen des Musikbetriebs im Land.
- Diva war eine Gruppe, die nicht unähnlich Madredeus Einflüsse traditioneller portugiesischer Musik und Fado mit Pop und einem markanten Frauengesang mischte.
- Opus Ensemble

CD 2
- Xutos & Pontapés war seit den späten 1980er Jahren zur erfolgreichsten portugiesischen Rockband aller Zeiten aufgestiegen.
- Sétima Legião waren Ende 1980er Jahre von den Lieblingen der kleinen portugiesischen Indie- und Waveszene zu einer erfolgreichen Popband aufgestiegen, in dem sie ihren Indiesound mit Einflüssen aus traditioneller portugiesischer Musik mischten. Hier sind sie bereits nach ihrer ersten Erfolgswelle zu hören, als sie durch modernere Popklänge und gleichzeitiger Verwendung zahlreicher Samples archaischer volkstümlicher Gesänge aus dem Tonfundus Michel Giacomettis einen etwas anderen Sound entwickelt hatten.
- Resistência: diese Mitte der 1990er Jahre entstandene All-Star-Band hatte mit ihren Unplugged-Versionen ihrer bekannten Hits einigen wiederkehrenden Erfolg.
- Entre Aspas war eine damals aufstrebende Gitarren-Popband von der Algarve mit zu der Zeit internationalem Sound.
- Mão Morta aus Braga waren als inzwischen etabliertes Flaggschiff der Undergroundszene des Landes für den vielleicht düstersten Beitrag auf diesem Album verantwortlich.
- Frei Fado d´el Rei mischten, stellenweise einen ähnlichen Effekt wie Madredeus erreichend, Fado, Popmusik und traditionelle Klänge.
- Censurados waren die zwingendste Band der nachrückenden Punkgeneration im Land und erreichten als eine der ersten auch im Studio einen recht kraftvollen Punksound, überraschten hier aber mit einer an Rockopern anspielende, über sieben Minuten lange Version eines besonders agitierenden Stückes, für eine Punkband besonders ungewöhnlich.
- Brigada Victor Jara ist eine nach der Nelkenrevolution entstandene, politisch explizit linke Gruppe, die volkstümliche Musik, Folk und leichte Rockeinflüsse mischt.
- UHF aus Almada gehörten zu den jüngeren Bands der Phase, die die Epoche des politischen Liedes nach der Nelkenrevolution durch einen Boom an Rockmusik in der zweiten Hälfte der 1970er Jahre ablöste, anfangs Punk-beeinflusst, seit den späten 1980er Jahren aber schnell als große Rockband etabliert.
- Essa Entente war eine Wavepop-Gruppe, die um 1990 nach ihrer LP und ihrer Single einige Zeit relative Bekanntheit erreichte.

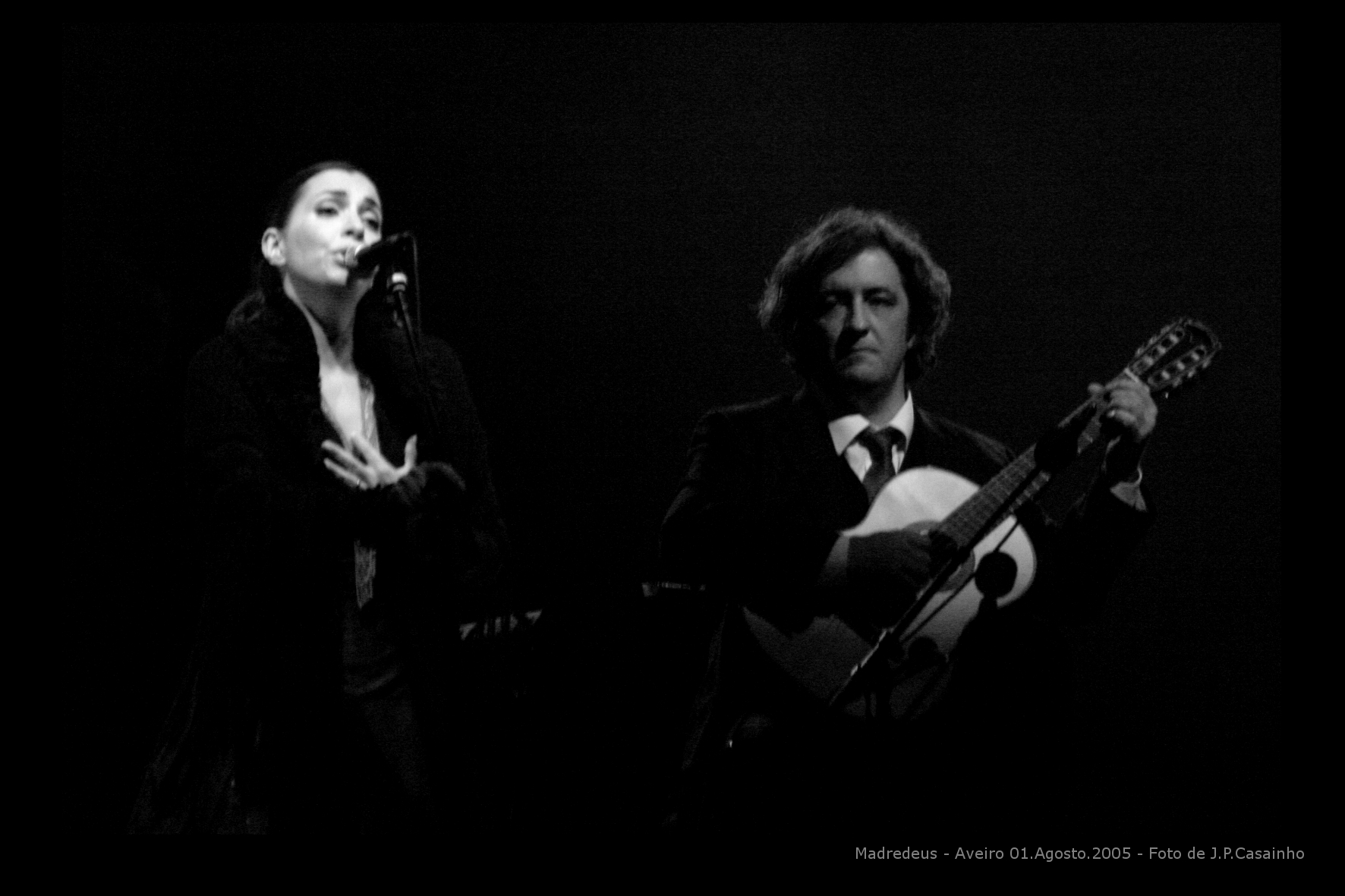
Madredeus machen den Auftakt der Zusammenstellung.

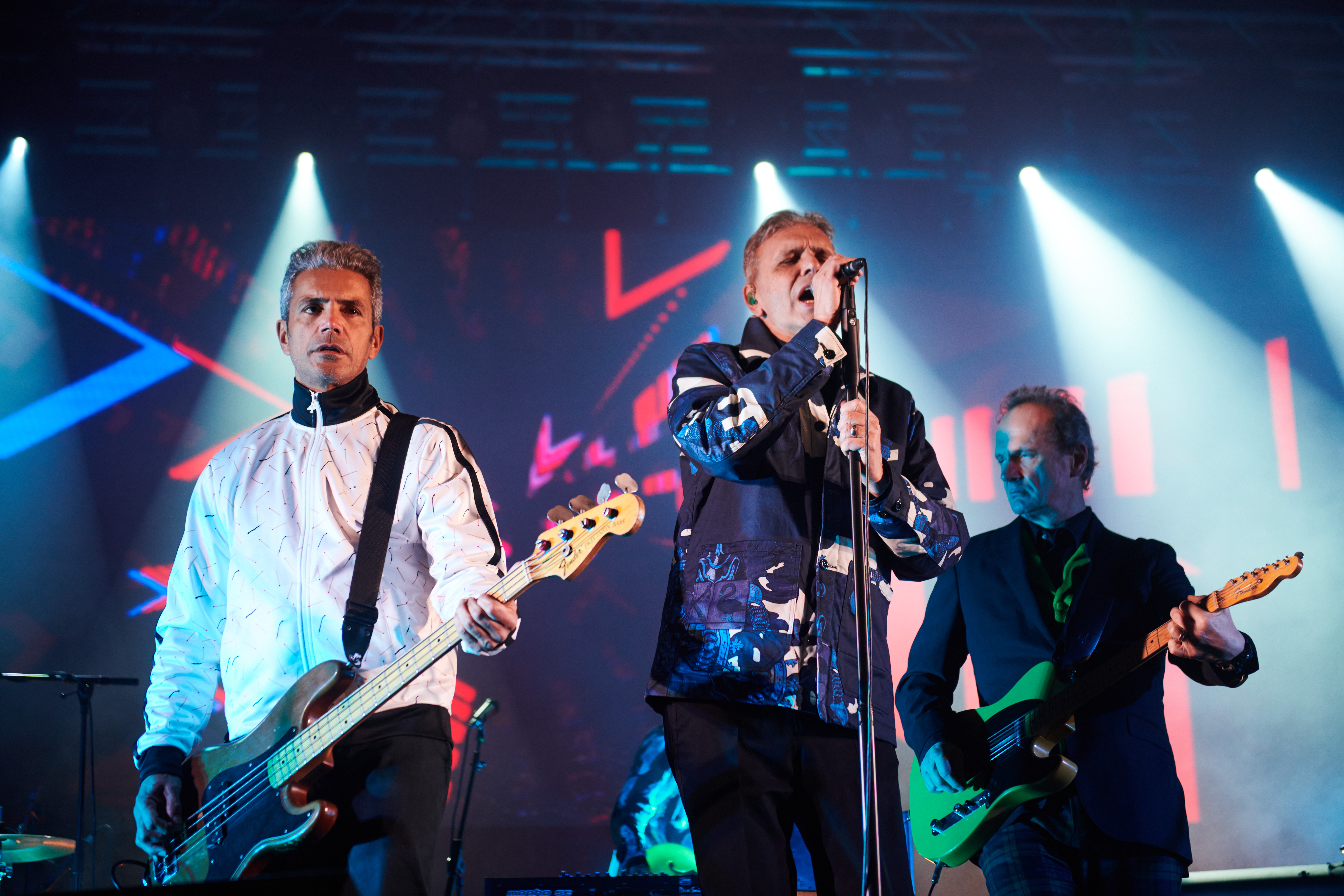
GNR aus Porto nahmen in etwa auf dem Höhepunkt ihrer Karriere teil.

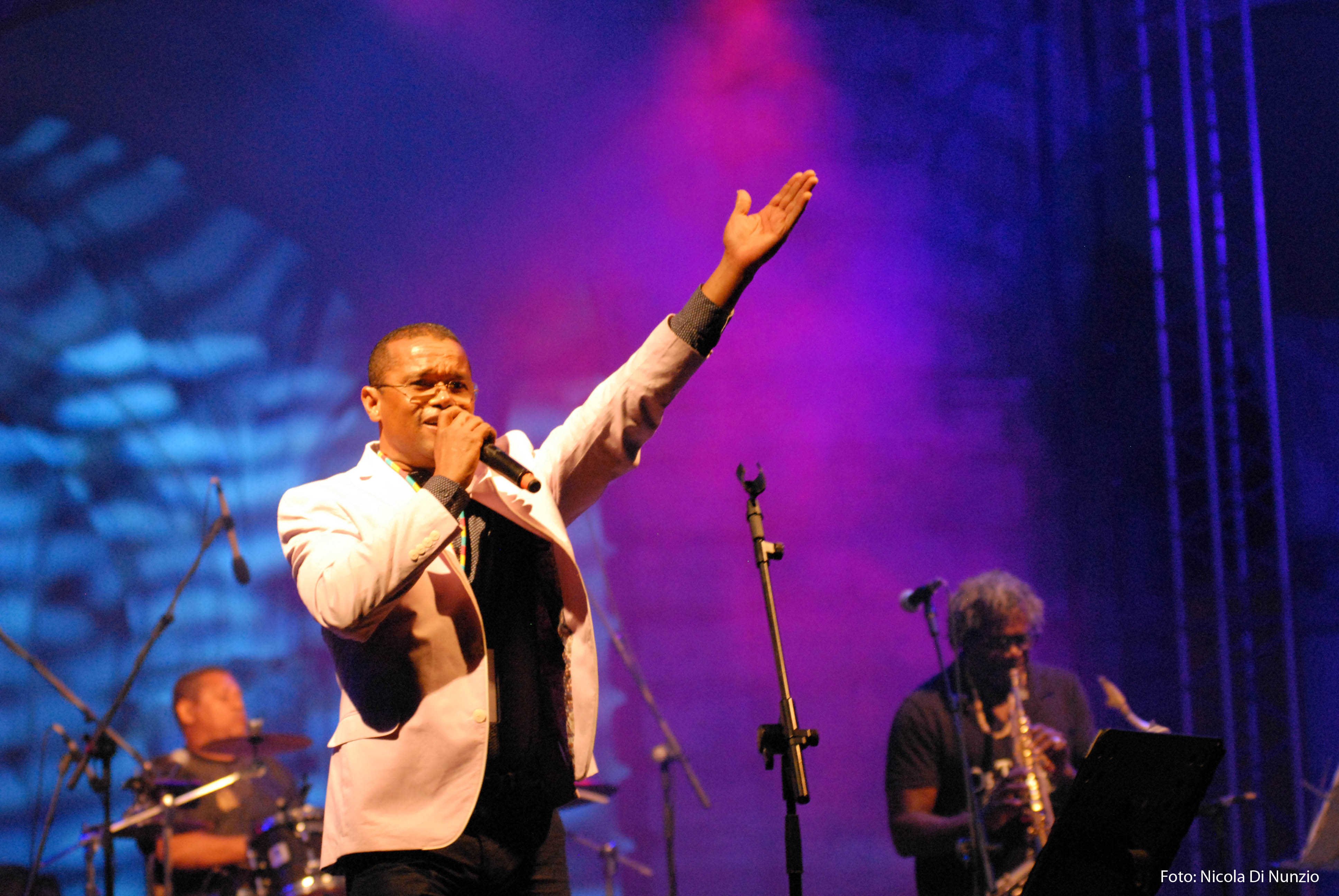
Os Tubarões aus Kap Verde interpretierten einen der fröhlichsten Songs von José Afonso.

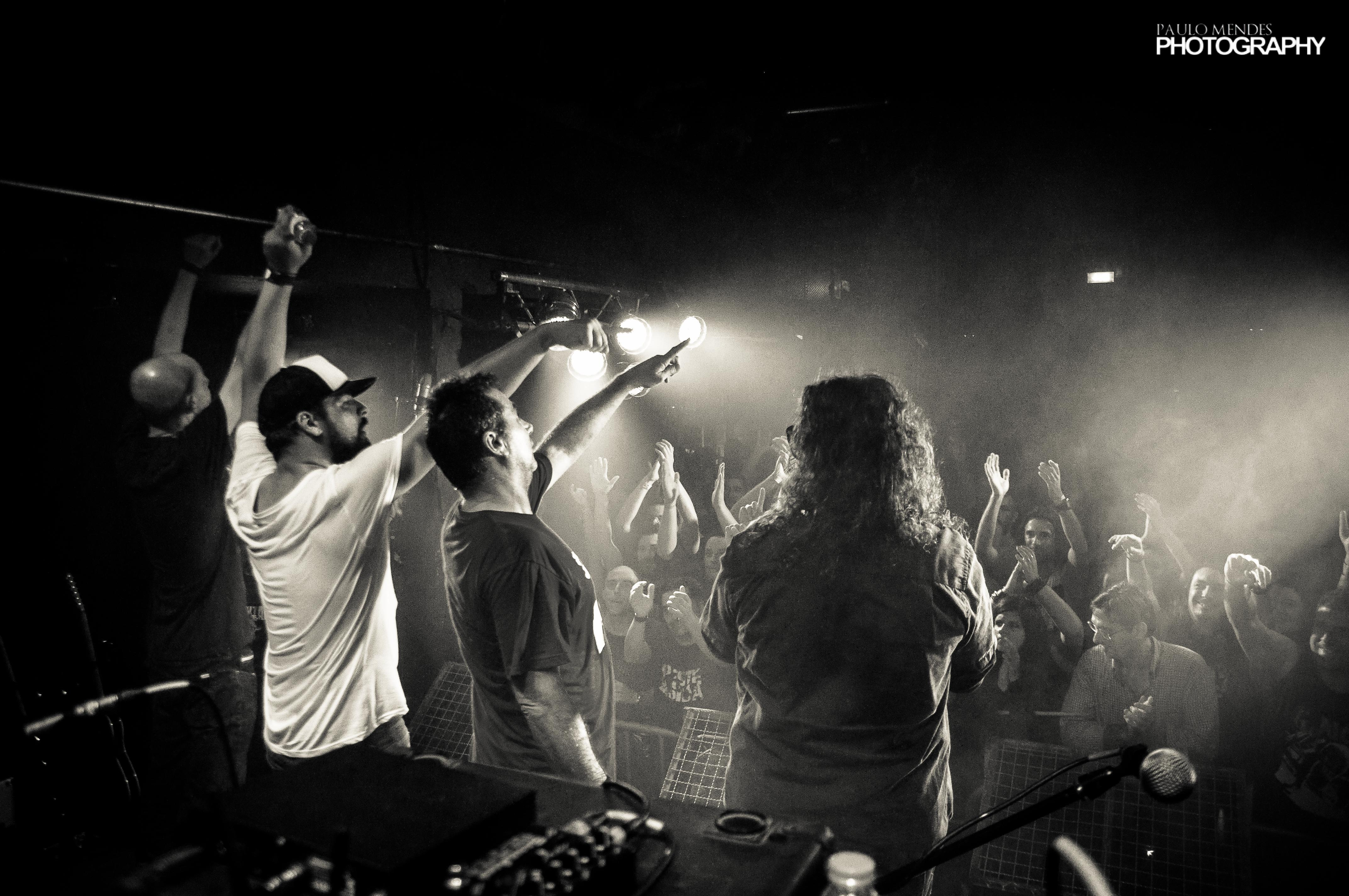
Peste & Sida nahmen als eine von zwei Punkbands teil.

## Titelliste

### CD 1
| #   | Interpret      | Titel                   | Dauer |
| --- | -------------- | ----------------------- | ----- |
| 1.  | Madredeus      | Maio Maduro Maio        | 4:13  |
| 2.  | GNR            | Coro dos Tribunais      | 4:56  |
| 3.  | Sitiados       | A formiga no carreiro   | 3:56  |
| 4.  | Vozes da Rádio | Os Índios da Meia-Praia | 3:49  |
| 5.  | Os Tubarões    | Venham mais cinco       | 4:46  |
| 6.  | Peste & Sida   | O Homem da Gaita        | 2:30  |
| 7.  | Ritual Tejo    | Canto Moço              | 3:14  |
| 8.  | Delfins        | Vejam Bem               | 5:00  |
| 9.  | Diva           | Canção de Embalar       | 5:55  |
| 10. | Opus Ensemble  | Era um redondo vocábulo | 3:10  |

### CD 2
| #   | Interpret           | Titel                   | Dauer |
| --- | ------------------- | ----------------------- | ----- |
| 1.  | Xutos & Pontapés    | Coro da Primavera       | 5:19  |
| 2.  | Sétima Legião       | Cantigas do Maio        | 6:30  |
| 3.  | Resistência         | Chamaram-me Cigano      | 4:58  |
| 4.  | Entre Aspas         | Traz outro amigo também | 4:10  |
| 5.  | Mão Morta           | O avô cavernoso         | 5:02  |
| 6.  | Frei Fado D`el Rei  | Que Amor não me engana  | 3:45  |
| 7.  | Censurados          | O que faz falta         | 7:16  |
| 8.  | Brigada Victor Jara | Ronda das mafarricas    | 4:23  |
| 9.  | UHF                 | A Morte saíu à rua      | 4:50  |
| 10. | Essa Entente        | Senhor Arcanjo          | 4:48  |
| 11. | ()                  | Grândola, Vila Morena   | 2:13  |